# سعد حنتي
سعد حنتي (مواليد 27 أبريل 2002) هو عداء مغربي متخصص في سباق 400 متر حواجز. وهو صاحب الرقم القياسي المغربي في سباق 400 متر حواجز في بطولة ألعاب القوى، وحصل على الميدالية الذهبية في هذا السباق في دورة الألعاب الفرنكوفونية 2023 وبطولة العرب تحت 23 سنة 2023.

## سيرة
في دورة ألعاب التضامن الإسلامي 2021، وصل إلى نهائيات سباق 400 متر حواجز بعد حصوله على المركز الثاني في مجموعته، خلف ياسماني كوبيلو. وفي النهائيات، حصل على المركز السادس بوقت قدره 50.28. 
شارك في سباق 400 متر حواجز في بطولة العالم لألعاب القوى تحت العشرين عامًا 2021، لكنه لم يبدأ سباق الجولة الأولى.
كما شارك في سباق 400 متر حواجز في بطولة أفريقيا 2022 وألعاب البحر الأبيض المتوسط 2022، لكنه لم يبدأ أيًا من السباقين. في ملتقى محمد السادس الدولي لألعاب القوى بالرباط 2022، احتل المركز السابع في سباق 400 متر حواجز، متغلبًا على البطل الأولمبي وحامل الرقم القياسي العالمي كارستن وارهولم الذي لم يكمل السباق. في الشهر التالي، وتحديدًا في 22 يوليو، فاز بلقب بطولة المغرب لألعاب القوى في سباق 400 متر حواجز برقم قياسي جديد للبطولة بلغ 50.29 ثانية. 
في بطولة العرب لألعاب القوى 2023، فاز بالميدالية الفضية في سباق 400 متر حواجز، وخسر فقط أمام الرقم القياسي للبطولة الذي حققه باسم حميدة من قطر. خلال دورة الألعاب العربية المنفصلة 2023 في الجزائر، تأهل إلى النهائيات لكنه لم يبدأها، واحتل المركز الثامن افتراضياً.

## إحصائيات

### أفضل الأرقام الشخصية
| حدث           | التوقيت | مكان   | مسابقة                | مكان    | تاريخ        |
| ------------- | ------- | ------ | --------------------- | ------- | ------------ |
| 400 متر حواجز | 49.32   | الأول  | الألعاب الفرانكوفونية | كينشاسا | 4 أغسطس 2023 |
| 400 متر       | 46.86   | الثاني |                       | الرباط  | 2 يونيو 2021 |

## روابط خارجية
- سعد حنتي على موقع الاتحاد الدولي لألعاب القوى (الإنجليزية)
- سعد حنتي على موقع اللجنة الأولمبية المغربية (الفرنسية)